# Цветы праздника Хиган
«Цветы праздника Хиган», «Поздние цветы» или «Ликорисы» (яп. 彼岸花 хиганбана, англ. Equinox Flower) — кинофильм режиссёра Ясудзиро Одзу, вышедший на экраны в 1958 году. Экранизация романа Тона Сатоми. Лента получила премию «Голубая лента» за лучшую женскую роль (Фудзико Ямамото) и премию «Майнити» за лучшую запись звука (Ёсисабуро Сэноо).

## Сюжет
Ватару и Киёко Хираяма — немолодая супружеская пара, вырастившая двух дочерей. Старшей из них, Сэцуко, уже пора подумать о замужестве, и отец начинает подыскивать ей подходящего жениха. Вместе с тем, он с пониманием относится к стремлению современных молодых людей самостоятельно находить себе спутников жизни и жениться по любви. Так, он выступает посредником между своим старым другом Миками и его дочерью, ушедшей из дома к своему возлюбленному, а также советует своей молодой знакомой Юкико не поддаваться на уговоры матери и подождать с замужеством. Однако когда к Хираяме приходит юноша по имени Танигути и заявляет, что хочет жениться на Сэцуко, это становится для него полной неожиданностью. Отец занимает непримиримую позицию и, несмотря на уговоры жены и дочери, не хочет признавать за претендентом на руку Сэцуко никаких достоинств. Наконец, Киёко решает устроить дочери свадьбу независимо от желания мужа; тот поначалу не хочет идти на церемонию, но в итоге соглашается посетить её. Проходит время, и Хираяма, поддавшись уговорам Юкико, в знак примирения отправляется на поезде в Хиросиму, где обосновались дочь и её муж.

## В ролях
- Син Сабури — Ватару Хираяма
- Кинуё Танака — Киёко Хираяма, жена Ватару
- Инэко Арима — Сэцуко Хираяма, старшая дочь Ватару и Киёко
- Ёсико Куга — Фумико Миками
- Кэйдзи Сада — Масахико Танигути, жених Сэцуко
- Тэйдзи Такахаси — Сётару Кондо
- Миюки Кувано — Хисако Хираяма, младшая дочь Ватару и Киёко
- Тисю Рю — Сюкити Миками, отец Фумико
- Тиэко Нанива — Хацу Сасаки
- Фудзико Ямамото — Юкико Сасаки, дочь Хацу

## О фильме
49-й фильм Ясудзиро Одзу снимался с мая по август 1958 года и стал его первой цветной картиной. Первоначально режиссёр хотел снять ремейк своего довоенного фильма «История о плывущих водорослях», однако по ряду причин проект пришлось отложить. Вместо этого Одзу решил экранизировать роман писателя Тона Сатоми (англ. Ton Satomi), с которым они находились в хороших отношениях. Сатоми, в свою очередь, предложил написать книгу по мотивам сценария. В итоге совместной работы появился и роман, и сценарий. Одзу планировал снимать на чёрно-белую плёнку, как и предыдущие свои фильмы, однако в связи с подписанием контракта со звездой экрана Фудзико Ямамото студия Shōchiku настояла на переменах. Для работы Одзу выбрал не самую популярную плёнку фирмы Agfa, которая особенно хорошо передавала красный цвет, что соответствовало эстетическим задумкам режиссёра.